# Juan Muñoz Vargas
Juan Muñoz Vargas, né à Madrid le 4 février 1835 et mort à Fontarrabie le 28 février 1908, est un homme politique et militaire espagnol.

## Carrière
Membre du Parti libéral, il était secrétaire de Francisco Serrano Domínguez. Il fut député pour la circonscription de Nava del Rey (province de Valladolid) aux Élections générales de 1871, de 1876 et de 1879, pour Valence en 1881, pour Lucena del Cid en 1884, 1886, 1891 et 1896. Il fut ministre de l'Outre-mer intérim entre le 27 novembre et me 6 décembre 1891 en l'absence de Francisco Romero Robledo. En juillet 1892 il renonce à son siège lorsqu'il est nommé général de division.

### Sources et bibliographie
- (es) José Antonio Piqueras et Javier Paniagua, Diccionario biográfico de políticos valencianos 1810-2005, Valence, Institució Alfons el Magnànim/Fundación Instituto de Historia Social, 2006, 586 p. (ISBN 978-84-95484-80-2, lire en ligne)
- (es) Fiche sur le site du Congrès des députés